# Ster van Bessèges 2021
De 51e editie van de wielerwedstrijd Ster van Bessèges vond in 2021 plaats van 3 tot en met 7 februari. De start was in Bellegarde en finish in Alès. Titelhouder was de Fransman Benoît Cosnefroy die werd opgevolgd door de Belg Tim Wellens.

## Deelname
De Ster van Bessèges was de eerste georganiseerde etappekoers van 2021. Eerdere koersen werden uitgesteld of afgelast vanwege de coronapandemie. Daardoor werd bijvoorbeeld op het laatste moment Egan Bernal toegevoegd aan de startlijst. De startlijst bestond uit elf WorldTourteams, acht ProTeams en drie continentale teams.
| WorldTour              | WorldTour                          | ProTeam                    | Continentaal                    |
| ---------------------- | ---------------------------------- | -------------------------- | ------------------------------- |
| AG2R-Citroën           | BORA-hansgrohe                     | Alpecin-Fenix              | Cambodia Cycling Academy        |
| Cofidis                | EF Education-Nippo                 | Arkéa Samsic               | Saint Michel-Auber 93           |
| Groupama-FDJ           | INEOS Grenadiers                   | B&B Hotels p/b KTM         | Xelliss-Roubaix Lille Métropole |
| Israel Start-Up Nation | Intermarché-Wanty-Gobert Matériaux | Bingoal-Wallonie Bruxelles |                                 |
| Lotto Soudal           | Team Qhubeka-ASSOS                 | DELKO                      |                                 |
| Trek-Segafredo         |                                    | Equipo Kern Pharma         |                                 |
|                        |                                    | Sport Vlaanderen-Baloise   |                                 |
|                        |                                    | Total Direct Energie       |                                 |

## Etappe-overzicht
| Etappe | Datum      | Start        | Finish        | Type                | Afstand | Winnaar            | Klassementsleider  |
| ------ | ---------- | ------------ | ------------- | ------------------- | ------- | ------------------ | ------------------ |
| 1      | 3 februari | Bellegarde   | Bellegarde    | Vlakke rit          | 141 km  | Christophe Laporte | Christophe Laporte |
| 2      | 4 februari | Saint-Geniès | La Calmette   | Vlakke rit          | 154 km  | Timothy Dupont     | Christophe Laporte |
| 3      | 5 februari | Bessèges     | Bessèges      | Vlakke rit          | 156 km  | Tim Wellens        | Tim Wellens        |
| 4      | 6 februari | Rousson      | Saint-Siffret | Vlakke rit          | 150 km  | Filippo Ganna      | Tim Wellens        |
| 5      | 7 februari | Alès         | Alès          | Individuele tijdrit | 11 km   | Filippo Ganna      | Tim Wellens        |

## Klassementenverloop
| Etappe       | Winnaar            | Algemeen klassement · | Puntenklassement · | Bergklassement ·   | Jongerenklassement · | Ploegenklassement |
| ------------ | ------------------ | --------------------- | ------------------ | ------------------ | -------------------- | ----------------- |
| 1            | Christophe Laporte | Christophe Laporte    | Christophe Laporte | Alexandre Delettre | Jordi Meeus          | Cofidis           |
| 2            | Timothy Dupont     | Christophe Laporte    | Christophe Laporte | Alexandre Delettre | Jake Stewart         | Arkéa Samsic      |
| 3            | Tim Wellens        | Tim Wellens           | Christophe Laporte | Alexandre Delettre | Jake Stewart         | Lotto Soudal      |
| 4            | Filippo Ganna      | Tim Wellens           | Christophe Laporte | Alexandre Delettre | Jake Stewart         | Lotto Soudal      |
| 5            | Filippo Ganna      | Tim Wellens           | Christophe Laporte | Alexandre Delettre | Jake Stewart         | Lotto Soudal      |
| 0Eindstanden | 0Eindstanden       | Tim Wellens           | Christophe Laporte | Alexandre Delettre | Jake Stewart         | Lotto Soudal      |

## Eindklassementen
| Plaats      | Naam                 | Ploeg                              | Tijd      |
| ----------- | -------------------- | ---------------------------------- | --------- |
| Oranje trui | Tim Wellens          | Lotto Soudal                       | 13u56'23" |
| 2           | Michał Kwiatkowski   | INEOS Grenadiers                   | + 53"     |
| 3           | Nils Politt          | BORA-hansgrohe                     | + 59"     |
| 4           | Jake Stewart         | Groupama-FDJ                       | + 1'02"   |
| 5           | Mads Würtz Schmidt   | Israel Start-Up Nation             | + 1'19"   |
| 6           | Michael Gogl         | Team Qhubeka-ASSOS                 | + 1'24"   |
| 7           | Greg Van Avermaet    | AG2R-Citroën                       | + 1'25"   |
| 8           | Edward Theuns        | Trek-Segafredo                     | + 1'36"   |
| 9           | Clément Carisey      | DELKO                              | + 1'41"   |
| 10          | Odd Christian Eiking | Intermarché-Wanty-Gobert Matériaux | + 1'45"   |
|             |                      |                                    |           |
| 65          | Bauke Mollema        | Trek-Segafredo                     | + 6'27"   |

| Plaats    | Naam               | Ploeg                              | Punten |
| --------- | ------------------ | ---------------------------------- | ------ |
| Gele trui | Christophe Laporte | Cofidis                            | 69     |
| 2         | Filippo Ganna      | INEOS Grenadiers                   | 56     |
| 3         | Tim Wellens        | Lotto Soudal                       | 49     |
|           |                    |                                    |        |
| 36        | Danny van Poppel   | Intermarché-Wanty-Gobert Matériaux | 6      |

| Plaats      | Naam               | Ploeg                      | Punten |
| ----------- | ------------------ | -------------------------- | ------ |
| Blauwe trui | Alexandre Delettre | DELKO                      | 28     |
| 2           | Ludovic Robeet     | Bingoal-Wallonie Bruxelles | 18     |
| 3           | Tim Wellens        | Lotto Soudal               | 12     |
|             |                    |                            |        |
| 18          | Lars van den Berg  | Groupama-FDJ               | 2      |

| Plaats     | Naam              | Ploeg              | Punten    |
| ---------- | ----------------- | ------------------ | --------- |
| Witte trui | Jake Stewart      | Groupama-FDJ       | 13u57'25" |
| 2          | Stefano Oldani    | Lotto Soudal       | + 1'26"   |
| 3          | Roger Adrià       | Equipo Kern Pharma | + 2'46"   |
|            |                   |                    |           |
| 7          | Brent Van Moer    | Lotto Soudal       | + 4'43"   |
| 23         | Lars van den Berg | Groupama-FDJ       | + 32'37"  |

| Ploegenklassement |                  |           |
| Plaats            | Ploeg            | Tijd      |
|                   | Lotto Soudal     | 41u53'02" |
| 2                 | INEOS Grenadiers | + 57"     |
| 3                 | Groupama-FDJ     | + 4'41"   |

1971 · 1972 · 1973 · 1974 · 1975 · 1976 · 1977 · 1978 · 1979 · 1980 · 1981 · 1982 · 1983 · 1984 · 1985 · 1986 · 1987 · 1988 · 1989 · 1990 · 1991 · 1992 · 1993 · 1994 · 1995 · 1996 · 1997 · 1998 · 1999 · 2000 · 2001 · 2002 · 2003 · 2004 · 2005 · 2006 · 2007 · 2008 · 2009 · 2010 · 2011 · 2012 · 2013 · 2014 · 2015 · 2016 · 2017 · 2018 · 2019 · 2020 · 2021 · 2022 · 2023 · 2024 · 2025